# Monsano
Monsano är en ort och kommun i provinsen Ancona i regionen Marche i Italien. Kommunen hade 3 350 invånare (2018).